# Le Guillaume
Pour les articles homonymes, voir Guillaume.
Le Guillaume, aussi appelé Le Guillaume Saint-Paul, est un lieu-dit de l'Île de La Réunion, département d'outre-mer français situé dans le sud-ouest de l'Océan Indien. Perché à 900 mètres d’altitude, il fait partie de la commune de Saint-Paul et son code postal est le 97423.

## Historique
Le lieu a appartenu à Jeanne de La Croix, épouse en secondes noces de Pierre Hibon. Il devient une localité en 1720. Une chapelle en paille est élevée en 1868.

## Équipements
Le village dispose d'une mairie annexe, d'une médiathèque. 
On y trouve des établissements scolaires publics (école Guillaume centre, collège Albert Lougnon) et privés (collège et lycée La Salle Maison Blanche).